# چیکس کریک
چیکس کریک (به انگلیسی: Chiques Creek) رودخانهای به‌طول ۳۱٫۶ مایل (۵۰٫۹ کیلومتر) است که در ایالات متحده آمریکا جریان دارد.